# Aluwa
Aluwa (syng. අළුවා) – tradycyjny wyrób cukierniczy pochodzący ze Sri Lanki. Wytwarzany z mąki ryżowej lub ziemniaków, z melasą, orzechami nerkowca i kardamonem. Podawany w płaskiej formie przypominającej ciastko.